# Shuffle
Ein Shuffle ist ein ternärer (dreigeteilter, auf Triolen aufgebauter) Rhythmus, der vor allem im Blues und Jazz Anwendung findet. Gelegentlich werden dafür auch die Bezeichnungen „punktiert“ und „Swing“ verwendet, die allerdings irreführend bzw. mehrdeutig sind. Der punktierte Rhythmus weicht ebenso wie gewöhnliche, gerade Achtel stark vom eigentlich Gespielten ab. Swing ist auch ein ternärer Rhythmus, aber er lässt dem Spieler wesentlich mehr Raum für Interpretation und subtile Variationen als der Shuffle. Unterschiedliche Musiker swingen jeweils individuell. Außerdem gilt: Je schneller das Tempo des Swing ist, desto gerader werden seine Achtel gespielt. Beim Shuffle hingegen trifft die folgende Erklärung der ternären Rhythmik genauer und zudem tempounabhängig zu:
Anstatt einen Notenwert in zwei gleich lange Zeitabschnitte aufzuteilen (binär oder „gerade“), wird bei der ternären Rhythmik eine Dreiteilung vorgenommen. Das Mittel, diese Dreiteilung unabhängig von der Taktart zu notieren und sprachlich zu erfassen, ist die Triole. Im Gegensatz zu anderen ternären Rhythmen werden im Shuffle zwischen den betonten Beats (in der Regel zwischen den Viertelnoten) nicht zwei unbetonte Noten gespielt, sondern nur eine, wie im binären Rhythmus. Deswegen lässt sich jeder binäre Rhythmus in einen Shuffle übertragen.
Das wird dadurch erreicht, dass auf dem ersten der beiden unbetonten Schläge zwischen den Beats nichts gespielt wird. Auf dem zweiten unbetonten Schlag wird das gespielt, was im binären Rhythmus genau mittig zwischen den Beats gespielt würde (die Achtelnoten). Dadurch rücken die unbetonten Schläge näher an den jeweils nächsten Beat heran.
Binäre Rhythmik im 4/4-Takt:
```
| 
X
 x 
X
 x 
X
 x 
X
 x |
```

Allgemeine ternäre Rhythmik im 4/4-Takt:
```
| 
X
xx
X
xx
X
xx
X
xx |
```

Shuffle im 4/4-Takt:
```
| 
X
  x
X
  x
X
  x
X
  x |
```

Zur Vereinfachung notiert man den Shuffle meist als einen binären Rhythmus in geraden Achtelnoten und weist darauf hin, dass es sich um einen Shuffle-Rhythmus handelt. Die Spielanweisung dazu lautet entweder „Shuffle Feel“ oder sie besteht in einer durchaus treffenden Gleichung: zwei Achtelnoten, ein Gleichheitszeichen und zwei triolische Achtel (unter einem Bogen mit einer kleinen Drei darüber) mit einer triolischen Achtelpause dazwischen.
Shuffle wird häufig mit sogenannter „punktierter“ Notation dargestellt: Statt einer Achteltriole, einer Achteltriolenpause und wieder einer Achteltriole schreibt man eine punktierte Achtelnote (entspricht 11/2 Achtelnoten, also einer 3/16-Note) und eine Sechzehntelnote. In der Praxis wird der punktiert notierte Rhythmus aber ebenfalls triolisch ausgeführt.
Wie schon oben angedeutet, lässt sich jeder binäre Rhythmus in einen Shuffle umwandeln. Bei Rhythmen mit Sechzehntelnoten geschieht das dadurch, dass nicht die unbetonten Achtel zwischen den betonten Vierteln verschoben werden, sondern die jeweils dazwischen liegenden Sechzehntel. Diese Rhythmik ist häufig im Hip-Hop und bei House zu finden.
Binärer 4/4-Takt mit 1/16-Noten:
```
| 
X
 x 
x
 x 
X
 x 
x
 x 
X
 x 
x
 x 
X
 x 
x
 x |
```

Shuffle im 4/4-Takt mit 1/16-Noten:
```
| 
X
  x
x
  x
X
  x
x
  x
X
  x
x
  x
X
  x
x
  x|
```

So erklärt sich auch die Shuffle-Funktion bei Samplern oder Drumcomputern: Jeweils die zweite und die vierte Sechzehntelnote jeder Zählzeit (jedes Beats) wird nach hinten verschoben. Je höher der Parameter eingestellt ist, desto stärker werden die betreffenden Beats verzögert.

## Übernahme in andere Musikstile
Der Blues-Shuffle lebte im R&B der 1960er Jahre weiter und wurde durch britische Glam-Rocker wie T. Rex mit „Hot Love“ (1971) und Gary Glitter mit „Rock and Roll Pt 2“ (1972) oder auch The Sweet wieder aufgegriffen. 1977 verwendete Iggy Pop den Beat in seinem elektronischen Pop-Song „Nightclubbing“. Auch im Reggae finden sich ternäre Rhythmen.
Der Shuffle-Rhythmus wurde auch als Beat in Songs der elektronischen Musik verwendet (Beispiele sind etwa „Personal Jesus“ von Depeche Mode und „Doctorin’ the Tardis“ von The Timelords), wo er als Schaffel ein Eigenleben als Genre führt.